# Medaille voor Burgerlijke Verdienste (Beieren)

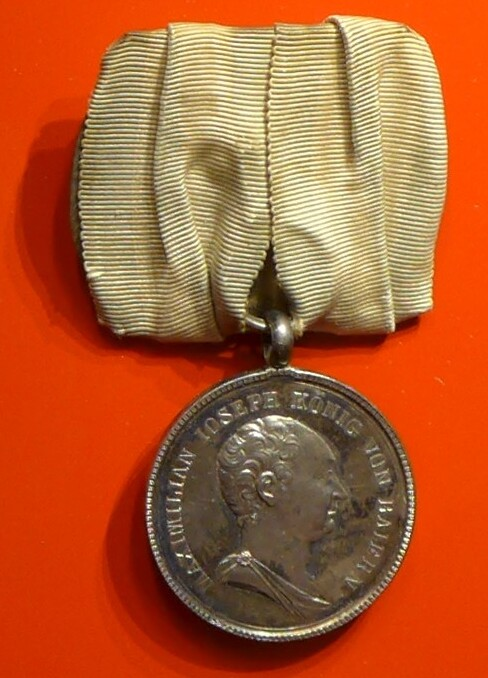
Medaille voor Burgerlijke Verdienste

De Beierse Medaille voor Burgerlijke Verdienste (Duits: "Zivilverdienstmedaille") werd van 1792 tot 1918 uitgereikt. In de 18e eeuw was het lidmaatschap van de ridderorden het privilege van de adel en burgers. Zij die in een orde werden opgenomen, verwierven in Duitsland tot ver in de 19e eeuw adeldom.
Een dergelijke automatische nobilering was een hindernis voor een decoratiesysteem waarin ook burgers voor hun maatschappelijke verdienste werden gedecoreerd. Zo ontstond naast de Beierse ridderorden de Medaille voor Burgerlijke Verdienste. De medaille was vooral voor verdienstelijke maar niet leidinggevende ambtenaren gedacht.
De eerste medaille werd door de vooruitstrevende Keurvorst Carl Theodor van Beieren ingesteld en droeg ook zijn beeltenis.
De medaille werd onder andere verleend aan de Tiroler boeren die aan Beierse zijde tegen Oostenrijk vochten. Later, in 1808, werd de medaille de vierde klasse van de Orde van Verdienste van de Beierse Kroon en vooral aan ambtenaren verleend.
De versies van de medaille
- Zilveren medaille met portret van Carl Theodor 1792 - 1799
- Gouden medaille met portret van Maximilian Joseph IV van Beieren 1805
- Zilveren medaille met portret van Maximilian Joseph IV van Beieren 1805
- Gouden medaille met portret van Max Joseph I van Beieren 1806 - 1918

Voor deze medaille zijn in de loop van de eeuw diverse stempels vervaardigd.
- Zilveren medaille met portret van Max Joseph I van Beieren 1806 - 1918

Voor deze medaille zijn in de loop van de eeuw diverse stempels vervaardigd.
Tot 1918 is men dus een medaille met de beeldenaar van de eerste Beierse koning blijven gebruiken.
De medaille was rond en droeg op de voorzijde het portret van de koning of keurvorst met het randschrift MAXIMILIAN JOSEPH CHURFÜRST ZU PFALZBAYERN en na 1 januari 1806 MAXIMILIAN JOSEPH KÖNIG VON BAYERN en op de keerzijde steeds de tekst DEM VERDIENSTE UM FÜRST UND VATERLAND binnen een krans van eiken- en lauwerbladeren.
De medailles waren van massief goud of zilver en werden met behulp van een aan de medaille bevestigde ring op de borst gedragen. Het lint was oorspronkelijk wit maar na 11 april 1807 wit en hemelsblauw in zes gelijke delen met hemelsblauw als bies.
Op 19 mei 1808 werd de medaille verbonden aan de Orde van Verdienste van de Beierse Kroon